# 탁도경
탁도경(卓都卿, ? ~1362년)은 고려(高麗) 후기의 반적(叛賊)이다.
고려 공민왕 5년(1356년) 공민왕이 유인우(柳仁雨) 등을 보내어 쌍성총관부를 공격하게 하였을 때 쌍성 천호를 맡고 있었다. 동북면병마사(東北面兵馬使) 유인우가 쌍성(雙城)을 함락시키자 총관(摠管) 조소생(趙小生)과 함께 북쪽으로 도망쳤다.
고려 조정은 공민왕 8년(1359년 예빈경(禮賓卿) 조돈(趙暾)을 보내어 조소생 등을 회유하였으나, 이들은 고려국왕이 자신들의 신변을 보장한 내용의 새서를 보내오기 전에는 항복할 수 없다고 했고, 이에 공민왕의 옥새가 찍힌 새서를 가지고 조돈이 그들을 회유하였다. 이들은 처음에는 조돈의 회유에 따랐으나 이후에 마음을 바꾸어 다시 저항하였고 조항도 별 소득 없이 돌아와야 했다.
공민왕 11년(1362년) 가을 7월 요동의 나하추(納哈出)를 끌어들여 그를 따라 홍원(洪原)의 달단동(韃靼洞)에 주둔하며 고려의 북방을 공격하였으나, 이성계가 이끄는 고려군에 패하였다. 이후 여진(女眞)의 다루가치(達魯花赤)인 소음산(所音山)과 총관 부카(不花)에 의해 옛 쌍성총관 조소생 및 처자와 부하 50여 명과 함께 살해되었다.

## 참고 문헌
- 고려사(高麗史)
- 고려사절요(高麗史節要)